# 拉帕努斯 (洛泽尔省)
拉帕努斯（法語：La Panouse，法語發音：[la panuz]）是法国洛泽尔省的一个市镇，属于芒德区。

## 地理
拉帕努斯（44°43'47"N, 3°35'21"E）面积37.83 平方千米，位于法国奧克西塔尼大區洛泽尔省，该省份为法国南部内陆省份，北起上盧瓦爾省和康塔爾省，西接阿韦龙省，南至加尔省，东临阿尔代什省。
与拉帕努斯接壤的市镇（或旧市镇、城区）包括：格朗里约、圣索沃尔-德日内斯图、圣保罗勒弗鲁瓦、马尔热里德地区圣德尼、蒙德朗东。

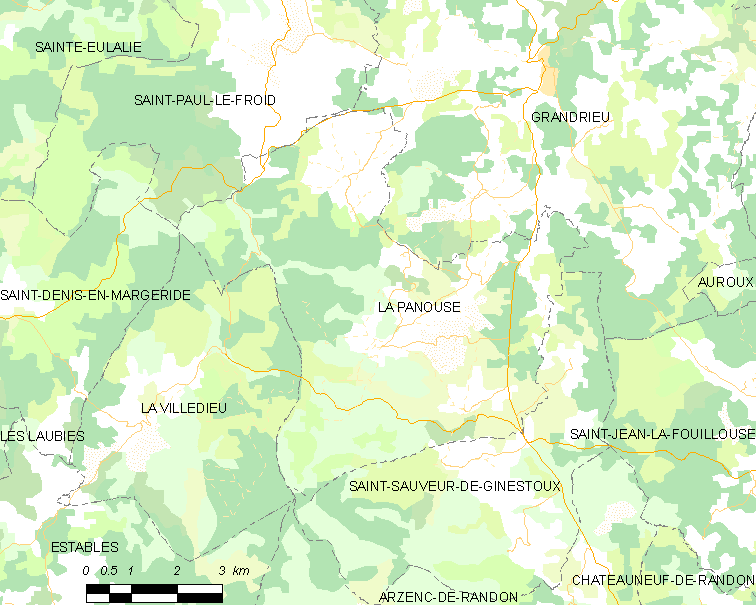
的OSM定位图

拉帕努斯的时区为UTC+01:00、UTC+02:00（夏令时）。

## 行政
拉帕努斯的邮政编码为48600，INSEE市镇编码为48108。

## 政治
拉帕努斯所属的省级选区为格朗里约县。

## 人口

1962-2008年间人口变化图示

拉帕努斯于2022年1月1日时的人口数量为86人。